# Асаго
Асаго (яп. 朝来市 Асаго-си) — город в Японии, расположенный в префектуре Хиого. Площадь города составляет 402,98 км², население — 31 216 человек (1 августа 2014), плотность населения — 77,46 чел./км².

## География
Город Асаго расположен в центральной части острова Хонсю, в префектуре Хиого, севернее Киото и южнее города Тоёока. Через город протекает река Итикава.

## История
Город Асаго был административно образован 1 апреля 2005 года из посёлков Икуно, Вадаяма, Санто и Асаго.

## Породнённые города
Асаго породнён с тремя городами:
- Ньюберг, США;
- Перт, Канада
- Барбизон, Франция.